# Menandro Rodrigues Fontes
Menandro Rodrigues Fontes (Jaguarão, 1840 — Jaguarão, 7 de abril de 1892) foi um magistrado e político brasileiro.

## Biografia
Filho do estancieiro e juiz de paz Francisco Rodrigues Fontes e de sua esposa Maria Benvinda Nobre. Foi casado em primeiras núpcias com a paulista Luiza Eugênia de Britto e Barros, de quem ficou viúvo, e em segundas núpcias com Joaquina Clementina Pereira, filha do fazendeiro e prestamista Máximo Pereira Machado e de sua esposa Maria Clementina Pereira, prima do Barão de Mauá; em ambos matrimônios não houve descendência.
Membro do Partido Liberal, foi duas vezes eleito deputado provincial à Assembleia Legislativa da Província do Rio Grande do Sul: para a 15ª Legislatura, ocorrida de 1873 a 1874, e para a 18ª Legislatura, de 1879 a 1880. Também foi vereador em Jaguarão, de 1877 a 1881.
Como político, possuía forte base social na região da fronteira meridional do Rio Grande do Sul, especialmente nas localidades de Arroio Grande e Jaguarão, para as quais buscou direcionar recursos e atos públicos através de sua atuação na Assembleia Legislativa Provincial. Entre essas ações destaca-se o projeto de lei que elevou a Freguesia do Arroio Grande à categoria de município, em 1873, a criação de uma escola primária para meninas e de uma loteria pública a ser extraída em beneficio das obras da igreja matriz do mesmo lugar, bem como os projetos que autorizaram a construção do cais do porto de Jaguarão, de uma ponte sobre o arroio Telho e outra loteria, dessa vez em benefício às obras da Santa Casa de Caridade da referida cidade.
No ano de 1873, em sociedade com Henrique d'Ávila, José Francisco Diana, seu amigo e antigo colega na Faculdade de São Paulo, José Maria de Miranda, Thomaz Affonso da Silva e Antonio Furtado de Souza, fundou, em Jaguarão, a casa bancária Miranda, Silva & C.
Entre 1881 e 1884 foi provedor da Santa Casa de Caridade de Jaguarão, tendo sido em sua gestão que o estabelecimento, fundado há treze anos, efetivamente iniciou suas atividades. Tal feito foi possível graças a conclusão do edifício destinado a abrigar a instituição, bem como pela formação de seu primeiro corpo médico.
Nomeado 1º vice-presidente da província do Rio Grande do Sul em 30 de abril de 1883, assumiu interinamente o cargo entre 1º de junho e 16 de julho daquele ano, permanecendo como substituto do chefe do executivo rio-grandense até pedir exoneração em 17 de maio de 1884.
Formado pela Faculdade de Direito de São Paulo em 1868, fez toda a carreira da magistratura de primeira instância do Segundo Reinado, tendo sido nomeado promotor de justiça da Comarca de Piratini em 1º de dezembro do mesmo ano, juiz municipal de Rio Pardo em 1875, e, finalmente, por decreto de 8 de março de 1884, juiz de direito da Comarca de Uruguaiana, assumindo a jurisdição em 30 de junho do mesmo ano. 
Faleceu na cidade de Jaguarão em 7 de abril de 1892, aos 52 anos, vítima de um infarto, deixando testamento registrado com o número 28/1886. 